# Jack Oosterlaak
Jack Oosterlaak (15 gennaio 1896 – 5 giugno 1968) è stato un velocista sudafricano, specializzato nei 400 metri piani.

## Palmarès

### Olimpiadi
- Argento a Anversa 1920 nella staffetta 4×400 metri.